# Landkreis Cochem-Zell

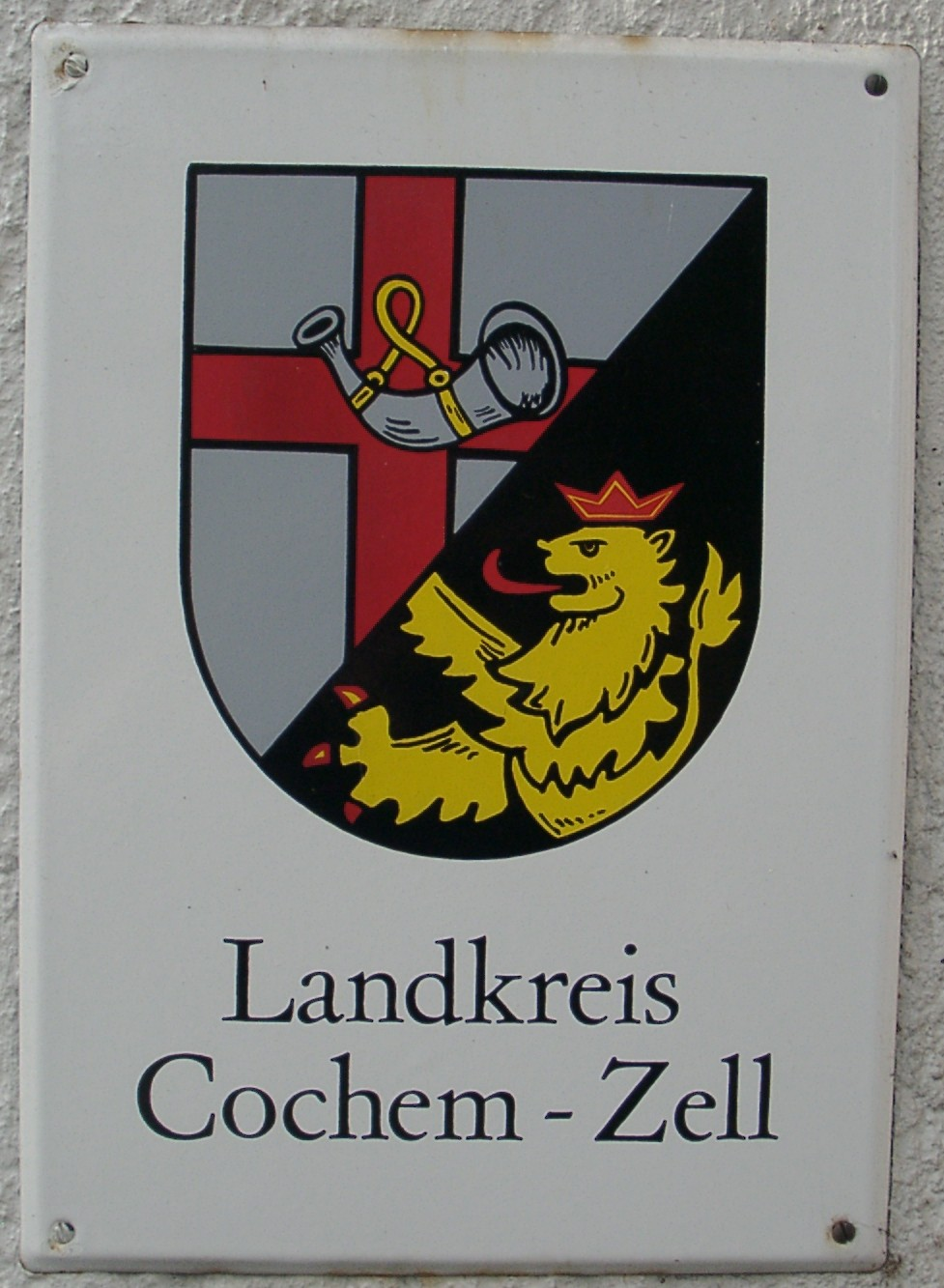

Landkreis Cochem-Zell is een Landkreis in de Duitse deelstaat Rijnland-Palts. De Landkreis telt 61.578 inwoners (31 december 2020) op een oppervlakte van 691,82 km². Kreisstadt is de stad Cochem.

## Steden en gemeenten
De volgende steden en gemeenten liggen in de Landkreis (inwoners op 31-12-2006):
Verbandsgemeinden met deelnemende gemeenten
* = Bestuurscentrum van de Verbandsgemeinde.
- 1. Verbandsgemeinde Cochem

1. Beilstein (149)
2. Bremm (861)
3. Briedern (316)
4. Bruttig-Fankel (1.195)
5. Cochem *, stad (5.142)
6. Dohr (684)
7. Ediger-Eller (1.075)
8. Ellenz-Poltersdorf (848)
9. Ernst (596)
10. Faid (1.163)
11. Greimersburg (724)
12. Klotten (1.385)
13. Lieg (423)
14. Lütz (382)
15. Mesenich (308)
16. Moselkern (645)
17. Müden (676)
18. Nehren (104)
19. Pommern (508)
20. Senheim (581)
21. Treis-Karden (2.313)
22. Valwig (449)
23. Wirfus (197)

- 2. Verbandsgemeinde Kaisersesch

1. Binningen (700)
2. Brieden (130)
3. Brachtendorf (279)
4. Brohl (367)
5. Dünfus (308)
6. Düngenheim (1.315)
7. Eppenberg (248)
8. Eulgem (217)
9. Forst (Eifel) (406)
10. Gamlen (562)
11. Hambuch (682)
12. Hauroth (307)
13. Illerich (724)
14. Kaifenheim (825)
15. Kail (297)
16. Kaisersesch, stad * (2.973)
17. Kalenborn (218)
18. Landkern (940)
19. Laubach (684)
20. Leienkaul (348)
21. Masburg (1.090)
22. Möntenich (149)
23. Müllenbach (696)
24. Roes (544)
25. Urmersbach (462)
26. Zettingen (258)

- 3. Verbandsgemeinde Ulmen

1. Alflen (846)
2. Auderath (637)
3. Bad Bertrich (945)
4. Beuren (478)
5. Büchel (1.157)
6. Filz (89)
7. Gevenich (649)
8. Gillenbeuren (222)
9. Kliding (214)
10. Lutzerath (1.474)
11. Schmitt (157)
12. Ulmen * (3.229)
13. Urschmitt (278)
14. Wagenhausen (60)
15. Weiler (325)
16. Wollmerath (213)

- 4. Verbandsgemeinde Zell (Cochem-Zell)

1. Alf (943)
2. Altlay (519)
3. Altstrimmig (351)
4. Blankenrath (1.743)
5. Briedel (1.055)
6. Bullay (1.529)
7. Forst (Hunsrück) (55)
8. Grenderich (439)
9. Haserich (228)
10. Hesweiler (148)
11. Liesenich (326)
12. Mittelstrimmig (431)
13. Moritzheim (145)
14. Neef (499)
15. Panzweiler (256)
16. Peterswald-Löffelscheid (795)
17. Pünderich (923)
18. Reidenhausen (192)
19. Sankt Aldegund (672)
20. Schauren (402)
21. Sosberg (182)
22. Tellig (295)
23. Walhausen (212)
24. Zell, stad * (4.301)